# Brussels Outdoor 1981
Il Brussels Outdoor 1981 è stato un torneo di tennis giocato sulla terra rossa. È stata l'11ª edizione del Brussels Outdoor che fa parte del Volvo Grand Prix 1981. Si è giocato a Bruxelles in Belgio dall'8 al 14 giugno 1981.

## Campioni

### Singolare
Marko Ostoja ha battuto in finale  Ricardo Ycaza con il punteggio di 4–6, 6–4, 7–5

### Doppio
Ricardo Cano /  Andrés Gómez hanno battuto in finale  Carlos Kirmayr /  Cássio Motta con il punteggio di 6–2, 6–2